# Catarina Carlota de Gramont
Catarina Carlota de Gramont (1639 – 4 de Junho de 1678) foi a esposa do príncipe Luís I de Mônaco e Princesa Consorte de Mônaco de 1662 até sua morte. Foi uma das amantes do rei Luís XIV de França.

## Biografia

### Primeiros anos

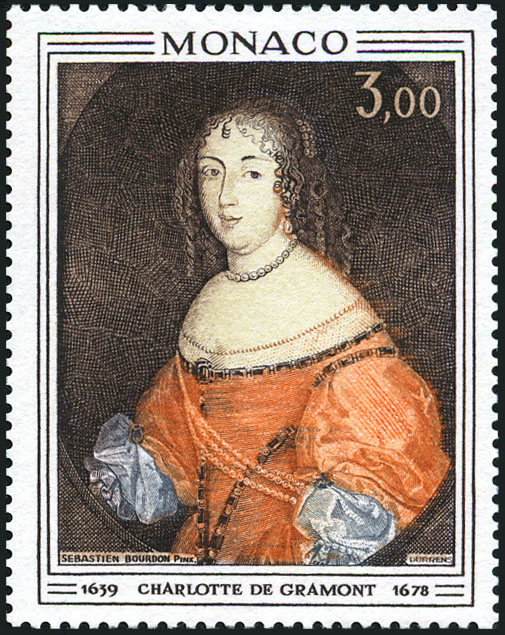
Catarina Carlota de Gramont

Catarina Carlota de Gramont era a única filha do duque Antônio III de Gramont e de Francisca Margarida du Plessis, sobrinha do Cardeal de Richelieu. O seu irmão mais velho, Guy Armando de Gramont, conde de Guiche, conhecido por sua beleza, tornou-se amante de Filipe de França, duque de Orleães e da esposa deste, Henriqueta Ana de Inglaterra, respectivamente.
Catarina Carlota foi educada em um convento para meninas da aristocracia em Paris. Descrita como "bela, vivaz e obstinada", enamorou-se pelo primo, Antônio Nompar, Marquês de Puyguilleim, com desejava se casar; Quando o pai de Catarina Carlota recusou-se a permitir a união, Antônio tomou-a como sua amante.

### Casamento
Após o malogro da ideia de casamento com primo, Catarina casou-se com Luís Grimaldi, Príncipe–Hereditário de Mônaco, no Castelo de Gramont, em Março de 1660. O casal teve seis filhos.
A união realizou-se por motivos políticos e visiva fortalecer a aliança entre Mônaco e a França contra a Espanha, e tinha como objetivo principal a união entre uma membro da nobreza francesa, a qual provinha Catarina, e o herdeiro do principado de Mônaco. O marido de Catarina foi descrito como "um italiano glorioso e avarento".
Depois do casamento, o casal passou a residir em Paris, onde Catarina Carlota frequentava regularmente a corte, dedicando-se a diversões mundanas. Após alguns meses de casamento, Catarina Carlota reata seu relacionamento com o primo.

### Princesa de Mônaco
Em 1662, com a morte do sogro, ela e o marido tornam-se príncipes de Mônaco. Catarina Carlota foi forçada a acompanhar o marido a Mônaco. Seu primo e amante acompanhou-a na viagem. Ela permaneceu em Mônaco por três anos. Ela não gostava de Mônaco, onde a corte principesca não consistia em muito mais do que os parentes do marido e não tinha as diversões da corte francesa.
Em 1665, o príncipe e a princesa de Mônaco retornaram à corte francesa, onde Catarina Carlota foi nomeada dama do quarto de dormir de Henriqueta Ana, duquesa de Orleães, cunhada e antiga amante do rei, com quem se dizia que Catarina Carlota tinha um relacionamento amoroso. Sua tia, Susana Carlota de Gramont, Marquesa de Saint Chaumont, também fazia parte do séquito de Henriqueta, como governanta de suas filhas. Catarina Carlota para além do primo teve outros inúmeros amantes, incluindo o rei, o marquês de Villeroy e o duque de Lauzun. Madame de Sévigné descreveu-a como "gananciosa por prazer"; Dizia-se sobre ela "doce como sorvete".[carece de fontes?]
Henriqueta incentivou Catarina Carlota a ter um caso com o rei para atraí-lo para longe de sua amante, Louise de la Vallière, afim de reconquistá-lo para si. O caso do rei com Catarina Carlota correu o risco de ser exposto a um escândalo público por causa dos outros amantes, havia na corte o temor de que a rivalidade entre os seus amantes resultasse em um duelo. Por fim o rei deixou Louise de la Vallière e Catarina Carlota, respectivamente, contudo não reatou sua relação Henriqueta.
Em 1668, Catarina Carlota, teve um efêmero caso com Filipe, Cavaleiro de Lorena, amante do irmão do rei e o marido de Henriqueta. Henriqueta odiava o Cavaleiro de Lorena e ficou profundamente ofendida com o caso, e pediu para que o rei exilasse Catarina Carlota da corte. Neste mesmo tempo, o amante de longa data de Catarina Carlota, seu primo, o Marquês de Puyguilleim, casou-se. Ela, melancólica, voltou para Mônaco, onde permaneceu até 1672.
Em 1672, Catarina Carlota foi autorizada a retornar a corte e foi-lhe oferecida o cargo de dama de companhia da mais nova amante do rei, Madame de Montespan, cargo que ocupou por menos de um ano. Durante os anos seguintes ela viveu reclusa no Palais Royal, na capital francesa, onde lhe foi oferecido um apartamento.
Catarina Carlota faleceu no dia 4 de Junho de 1678, em Paris, aos 39 anos.

## Descendência
De seu matrimônio com Luís de Mônaco, nasceram:
- Antônio Grimaldi (25 de Janeiro de 1661 – 20 de Janeiro de 1731) Príncipe de Mônaco, casou-se com Maria da Lorena.
- Maria Teresa Carlota Grimaldi (14 de Janeiro de 1662 – 1738), nunca se casou.
- Joana Maria Devota Grimaldi (14 de Janeiro de 1662 – 21 de Abril de 1741), gémea da anterior, tornou-se freira.
- Teresa Maria Aurélia Grimaldi (20 de Maio de 1663 – 15 de Fevereiro de 1675), Mademoiselle des Baux.
- Ana Hipólita Grimaldi (20 de Julho de 1664 – 23 de Julho de 1700), casou-se com Jaime de Crussol, Duque de Uzès.
- Francisco Honorato Grimaldi (31 de Dezembro de 1669 – 18 de Fevereiro de 1748), Arcebispo de Besançon.
- Amélia Grimaldi (c. 1675), morreu na infância.

## Títulos e estilos
- 1639 – 30 de Março de 1660 Mademoiselle de Gramont
- 30 de Março de 1660 – 10 de Janeiro de 1662: Sua Alteza Sereníssima a Princesa–Hereditária de Mônaco
- 10 de Janeiro de 1662 – 4 de Junho de 1678: Sua Alteza Sereníssima a Princesa de Mônaco